# パンク、ハリウッドを行く
『パンク、ハリウッドを行く』（ぱんく、はりうっどをゆく、原題：hollywood（日本語ではハリウッド）はチャールズ・ブコウスキーが、生涯に書いた六編の長編小説の中の第五作目（1989年、black sparrow press刊)。

## 概要
四半世紀に亙って親しまれてきたアンチ・ヒーローにして、ブコウスキーの分身チナスキーが登場する最後の物語である。邦訳では最後の長編小説である。
パロディーとストリート・トークと言っていいスラングを駆使して、破天荒で奇抜な、それでいてスノビズムに満ち溢れたエピソードを繰り出し、軽妙なタッチで‘80年代アメリカ社会の風景のスケッチを鏤めながらプロットが展開される。

## エピソード
ブコウスキーは、詩人A・D・ワイナンス宛の‘88年10月付けの手紙に、「年中、いろんな慢性の病気にかかりっぱなしだった。ここ何年かの中ではひどい年だった。どうやって『パンク、ハリウッドを行く』を書き上げたか、まるで覚えていない。だが、ともかく書き上げた、ほとんど夢を見ているような朦朧たる状態で。244ページだ。まあ、神々はずっと俺に優しかったよ」と書いている。

## 登場人物
チナスキー
　ブコウスキーの分身。名にはブコウスキーの少年期の愛称ハンクが当てられている。
　セーラ
　チナスキーの妻。1976年の秋、ブコウスキーの詩の朗読会で彼と出会い、'85年に結婚した。ブコウスキーより25歳年下の、いわゆる60年代世代のリンダ・リー・ベイルがモデル。
　ジョン・ピンショ
　映画「バーフライの監督バーベット・シュローダーがモデル。
　フランソワーズ・ラシーヌ
　バーベット・シュローダーの、いずれも日本未公開『谷間』（'72）『女主人』（'75）『ペテン師たち』（'84）に出演しているビュル・オジールがモデルか（？）。
　ハロルド・フェザント
　低予算で続々と映画を送り出し、Ｂ級映画の帝王と呼ばれる、ロサンゼルス出身の映画製作者兼監督ロジャーコーマンがモデルか（？）
　ウェンナー・ツェルゴグ
　ドイツのニュー・ジャーマン・シネマの旗手ベルナー・ヘルツォークがモデル。
　ジョン＝リュック・モダール
　1959年、長編第1作『勝手にしやがれ』でヌーベル・バーグの旗手として世界中に衝撃を与えたフランスの映画監督ジャン＝リュック・ゴダールがモデル。

## 訳
- 鵜戸口哲尚、井澤秀夫訳、ビレッジプレス 1999年 ISBN 4938598620